# Irán legfelsőbb vezetője
Irán legfelsőbb vezetője (perzsául رهبر معظم ایران,romanizált átírásban: rahbar-e mo'azzam-e irān), vagy az iszlám forradalom legfelső vezetője (رهبر معظم انقلاب اسلامی, rahbar-e mo'azzam-e enqelāb-e eslāmi), hivatalosan a legfelsőbb vezetői hivatal (مقام معظم رهبری, maqām mo'azzam rahbari) az államfő, a legmagasabb politikai és vallási hivatal Iránban. A hivatal viselője mindenkor az ajatollah tisztséget viselő vallási vezető.
A fegyveres erők, a bírói testület és olyan kulcsfontosságú kormányszervezetek, mint az Alkotmánytanács és a szakértői tanács mind az életreszóló megbizatásra megválasztott legfelsőbb vezető alá tartoznak. Ő hozza a végső döntéseket a gazdaságról, a környezetről, a külpolitikáról, az oktatásról, a tervezésről és egyéb kormányzati területeken Iránban. A legfelsőbb vezető 1989. június 4-e óta Ali Hámenei.
A legfelsőbb vezető közvetlenül választja ki a védelmi, a belügy- a külügy- és a hírszerzési minisztereket és olyan más minisztériumok vezetőit, mint az oktatási, kulturális és tudományos tárca. Irán regionális politikáját közvetlenül a legfelsőbb vezető ellenőrzi, a külügyminisztérium csak protokolláris szerepet visel. Az arab országokba delegált nagyköveteket a legfelsőbb vezető közvetlen irányítása alatt álló Kodsz Erő (az Iszlám Forradalmi Gárda öt egységének egyike) nevezi ki.